# Agergaltetand
Agergaltetand (Stachys arvensis), ofte skrevet ager-galtetand, er en enårig, 5-40 centimeter høj plante i læbeblomst-familien. Den har spinkle, opstigende med fra grunden grenede stængler. Bladene er æg- eller hjerteformede med rundtakket rand og but spids. Kronen er blegrød og 6-9 millimeter lang. Agergaltetand er udbredt i Europa (hyppigst i vest) og Nordafrika samt indslæbt til Nord- og Sydamerika.
I Danmark er arten almindelig på agerjord, ved vejkanter og bebyggelse, i grusgrave og på strandoverdrev. Den blomstrer i juli til september.